# Gerbilliscus brantsii
Gerbilliscus brantsii là một loài động vật có vú trong họ Chuột, bộ Gặm nhấm. Loài này được Smith mô tả năm 1836.